# Jan Antonín II. Lexa von Aehrenthal
Jan Baptista Antonín Lexa von Aehrenthal (30. července 1777 Praha – 17. října 1845 Doksany) byl c.k. tajný rada pomolog a od roku 1828 svobodný pán.

## Rodina
Jeho otec byl Jan Antonín Lexa (nar. pravděpodobně v Kralovicích 1733 – 4. února 1824), který měl dceru Janu Nepomucenu a syny Aloise Adalberta Lexu a Jana Baptista Antonína Lexu (Jan Antonín II.)

## Život
Narodil se v Praze a zde navštěvoval gymnázium a po jeho ukončení studoval práva. Působil ve státní službě a v letech 1828–1830 byl viceprezident zemského soudu. U apelačního soudu vykonával také funkci viceprezidenta (1830–1844). Vedle státní služby se věnoval správě majetku a ovocnářství.

### Dílo
- Anleitung unter den in Deutschland bekanntesten Kernobstsorten ohne Beihilfe wissenschaftlicher Systeme eine den verschiedenen Zwecken entsprechende Wahl selbst treffen zu können: erläutert durch eine im praktischen Sinne aufgefaßte Zusammenstellung, Eintheilung und Ordnung der Kernobstsorten Deutschlands. C.W. Medau und Comp., Prag 1845.
- Deutschlands Kernobstsorten., 3 Svazky, 1833/37/42.